# Canton d'Orléans-1
Le canton d'Orléans-1 est une circonscription électorale française, située dans le département du Loiret en région Centre-Val de Loire.

## Histoire
Le canton d'Orléans-1 a été créé par la réforme de 2014 définie par le décret du 25 février 2014. Il entre en vigueur à l'occasion des élections départementales de mars 2015.

## Représentation
| Période élective | Période élective | Mandat | Mandat   | Identité            | Nuance | Nuance | Qualité |
| ---------------- | ---------------- | ------ | -------- | ------------------- | ------ | ------ | --- |
| 2015             | 2021             | 2015   | 2021     | Jean-Pierre Gabelle |        | UDI    | Conseiller municipal d'Orléans (conseiller municipal délégué depuis 2020) Ancien conseiller général du Canton d'Orléans-Carmes (2008-2015) 10ème Vice-Président du Conseil départemental |
| 2015             | 2021             | 2015   | 2021     | Nadia Labadie       |        | LR     | Conseillère municipale d'Orléans, 12ème adjointe au maire depuis 2020 |
| 2021             | 2028             | 2021   | en cours | Jean-Pierre Gabelle |        | UDI    | Conseiller sortant |
| 2021             | 2028             | 2021   | en cours | Nadia Labadie       |        | LR     | Conseillère sortante |

### Résultats détaillés

#### Élections de mars 2015
À l'issue du 1er tour des élections départementales de 2015, deux binômes sont en ballottage : Jean-Pierre Gabelle et Nadia Labadie (Union de la Droite, 47,67 %) et Sophie Lorenzi et Philippe Rabier (Union de la Gauche, 27,66 %). Le taux de participation est de 49,51 % (6 656 votants sur 13 444 inscrits) contre 49,98 % au niveau départemental et 50,17 % au niveau national.
Au second tour, Jean-Pierre Gabelle et Nadia Labadie (Union de la Droite) sont élus avec 64,3 % des suffrages exprimés et un taux de participation de 45,86 % (3 705 voix pour 6 166 votants et 13 444 inscrits).

#### Élections de juin 2021
Le premier tour des élections départementales de 2021 est marqué par un très faible taux de participation (33,26 % au niveau national). Dans le canton d'Orléans-1, ce taux de participation est de 36,34 % (5 010 votants sur 13 787 inscrits) contre 32,6 % au niveau départemental. À l'issue de ce premier tour, deux binômes sont en ballottage : Jean-Pierre Gabelle et Nadia Labadie (LR, 28,34 %) et Claire Fradot et Mathieu Legrand (DVC, 17,69 %).
Le second tour des élections est marqué une nouvelle fois par une abstention massive équivalente au premier tour. Les taux de participation sont de 34,36 % au niveau national, 32,79 % dans le département et 36,48 % dans le canton d'Orléans-1. Jean-Pierre Gabelle et Nadia Labadie (LR) sont élus avec 52,22 % des suffrages exprimés (2 213 voix pour 5 031 votants et 13 790 inscrits),,.

## Composition
| Nom                             | Code Insee | Intercommunalité  | Superficie (km2) | Population (dernière pop. légale)                 | Densité (hab./km2) | Modifier                                    |
| ------------------------------- | ---------- | ----------------- | ---------------- | ------------------------------------------------- | ------------------ | ------------------------------------------- |
| Orléans (bureau centralisateur) | 45234      | Orléans Métropole | 27,48            | Fraction : 24 434 (2022) Commune : 116 344 (2022) | 4 234              | modifier les données · modifier les données |
| Canton d'Orléans-1              | 4513       |                   |                  | 24 434 (2022)                                     |                    | modifier les données                        |

Le canton d'Orléans-1 est une fraction cantonale de la commune d'Orléans. Il comprend la partie de la commune d’Orléans située à l’ouest d’une ligne définie par l’axe des voies et limites suivantes : depuis la limite territoriale de la commune de Saint-Jean-de-la-Ruelle, rue des Hauts-Champs, boulevard de Châteaudun, rue de Loigny, place Dunois, rue du Maréchal-Foch, rue de Lahire, rue Caban, rue du Faubourg-Bannier, rue Louis-Pasteur, rue de la Gare, avenue de Paris, boulevard de Verdun, place d'Arc, boulevard Alexandre-Martin, rue du Faubourg-Saint-Vincent, boulevard Pierre-Segelle, boulevard Aristide-Briand, rue des Bouteilles, rue du Bourdon-Blanc, rue Dupanloup, rue Paul-Belmondo, place Sainte-Croix, rue Jeanne-d’Arc, rue Royale, pont George-V, quai de Prague, avenue de Trévise, avenue Roger-Secrétain, avenue du Champ-de-Mars, sentier des Tourelles, jusqu’à la limite territoriale de la commune de Saint-Pryvé-Saint-Mesmin.

## Démographie
En 2022, le canton comptait 24 434 habitants, en évolution de +1,05 % par rapport à 2016 (Loiret : +1,89 %, France hors Mayotte : +2,11 %).
| 2013   | 2018   | 2022   |
| ------ | ------ | ------ |
| 23 560 | 24 647 | 24 434 |